# Фінал Кубка Іспанії з футболу 1947
Фінал Кубка Іспанії з футболу 1947 — футбольний матч, що відбувся 22 червня 1947 року. У ньому визначився 45-й переможець кубка Іспанії.

## Шлях до фіналу
| Реал              | Реал      | Реал                     | Раунд        | Еспаньйол             | Еспаньйол | Еспаньйол                |
| ----------------- | --------- | ------------------------ | ------------ | --------------------- | --------- | ------------------------ |
| Суперник          | Результат | Матчі                    |              | Суперник              | Результат | Матчі                    |
| Клуб Ферроль      | 5–4       | 1–2 на виїзді; 4–2 вдома | Перший раунд | Баракальдо            | 7–0       | 2–0 на виїзді; 5–0 вдома |
| Реал Бетіс        | 6–4       | 0–4 на виїзді; 6–0 вдома | 1/8 фіналу   | Реал Ов'єдо           | 3–1       | 0–0 на виїзді; 3–1 вдома |
| Кастельйон        | 3–0       | 2–0 вдома; 1–0 на виїзді | 1/4 фіналу   | Сабадель              | 5–2       | 3–2 на виїзді; 2–0 вдома |
| Атлетік (Більбао) | 4–2       | 3–2 вдома; 1–0 на виїзді | 1/2 фіналу   | Хімнастік (Таррагона) | 5–4       | 5–3 вдома; 0–1 на виїзді |

## Подробиці
| 22 червня 1947 |

| Реал Мадрид             | 2:0 дч   | Еспаньйол |
| ----------------------- | -------- | --------- |
| Відаль 107' Пруден 119' | Протокол |           |

| Ріасор, Ла-Корунья Глядачів: 30 000 Арбітр: Франсіско Ечаве |

|  |  |

| В                  |  | Хосе Баньйон            |
| З                  |  | Пепе Корона             |
| З                  |  | Клементе Фернандес      |
| ПЗ                 |  | Феліш Уете              |
| ПЗ                 |  | Хуан Антоніо Іпінья (к) |
| ПЗ                 |  | Гільєрмо Понт           |
| Н                  |  | Пабло Відаль            |
| Н                  |  | Луїс Моловни            |
| Н                  |  | Пруден                  |
| Н                  |  | Сабіно Барінага         |
| Н                  |  | Антоніо Альсуа          |
| Тренер:            |  |                         |
| Бальтасар Альбеніс |  |                         |

| В                 |  | Хосе Тріас         |
| З                 |  | Хосе Маріскаль (к) |
| З                 |  | Хосе Касас         |
| ПЗ                |  | Феліш Льїмос       |
| ПЗ                |  | Антоніо Фабрегас   |
| ПЗ                |  | Рамон Сельма       |
| Н                 |  | Ернесто Галобарт   |
| Н                 |  | Вісенте Ернандес   |
| Н                 |  | Анхель Кальво      |
| Н                 |  | Габріель Хорхе     |
| Н                 |  | Росендо Ернандес   |
| Тренер:           |  |                    |
| Хосе Планас Артес |  |                    |